# Princípio da participação comunitária
O princípio da participação comunitária, também denominado como princípio da participação cidadã, princípio da sua participação popular e princípio democrático, é um princípio jurídico que rege o Direito Ambiental brasileiro.
Seu conteúdo é expresso no direito das pessoas terem participação nas decisões políticas ambientais. Este direito decorre da natureza transindividuais, isto é, que transpõe os indivíduos e a todos afeta, dos danos ambientais. Decorre deste princípio as audiências públicas em licenciamentos ambientais e na criação das unidades de conservação. Possui fundamento implícito no art. 225 da Constituição Federal do Brasil, bem como é previsto como no Princípio 10 da Declaração do Rio.